# Al-Ahmadi
al-Ahmadi (arabiska: اَلأَحْمَدِي) är ett distrikt (mintaqa) i och huvudort för provinsen al-Ahmadi i Kuwait, i den sydöstra delen av landet, och ligger 30 km söder om huvudstaden Kuwait. Antalet invånare var 637 411 år 2014.